# THE END (アイナ・ジ・エンドのアルバム)
『THE END』（ジ・エンド）は、BiSHのアイナ・ジ・エンドのソロ1枚目のオリジナルアルバム。2021年2月3日に発売。

## 概要
BiSHのアイナ・ジ・エンドのソロデビューアルバム。11月18日、この日発売されたBiSHの映像作品「TOKYO BiSH SHiNE6」の封入チラシにて所属事務所WACKとavex traxから“大切なお知らせ”が12月3日20時にあることを発表。東京・渋谷の交差点付近の広告、TwitterアカウントとYouTubeアカウントの開設などでも大がかりな告知がありSNSを中心にさまざまな憶測を呼んだ。12月3日、YouTubeでプレミア公開された映像にてアイナ・ジ・エンドのソロ本格始動と、2月3日に1stソロアルバム「THE END」が発売されることが発表された。ソロアルバムはデビュー曲「きえないで」やTBS系ドラマ「死にたい夜にかぎって」エンディングテーマとなった「死にたい夜にかぎって」を含む全12曲入りで、全曲の作詞作曲をアイナ自身が手がけ、サウンドプロデュースを亀田誠治が担当（既発曲「死にたい夜にかぎって」のみ関口シンゴ（Ovall）が担当）。
CDは3形態で販売され、CD盤の他に、「AiNA WORKS」と題された過去にフィーチャリングゲストなどで参加してきた楽曲が収録されたCDが付属するMusic盤に、「AiNA WORKS」に加えて過去のライブ映像やMusic Videoが収録されたBlu-rayと50Pの写真集が付属する初回限定盤が販売される。

## リリース履歴
| 発売日         | タイトル | レーベル  | 最高順位 | 販売形態 | 規格品番       | 備考                    |
| -------------- | -------- | --------- | -------- | -------- | -------------- | ----------------------- |
| 2020年12月3日  | 虹       | avex trax | －       | 配信     | －             | 先行配信                |
| 2020年12月27日 | 金木犀   | avex trax | －       | 配信     | －             | 先行配信                |
| 2021年2月3日   | THE END  | avex trax | TBA      | CD       | AVCD-96650     | CD盤                    |
| 2021年2月3日   | THE END  | avex trax | TBA      | 2CD      | AVCD-96648-9   | Music盤                 |
| 2021年2月3日   | THE END  | avex trax | TBA      | 2CD+BD   | AVCD-96646-7/B | 初回生産限定盤:写真集付 |

## 収録内容

### CD1：「THE END」
| #            | 曲名                   | 作詞               | 作曲               | 時間  | 備考       |
| ------------ | ---------------------- | ------------------ | ------------------ | ----- | ---------- |
| 01           | 金木犀                 | アイナ・ジ・エンド | アイナ・ジ・エンド | 3:56  |            |
| 02           | 虹                     | アイナ・ジ・エンド | アイナ・ジ・エンド | 3:39  |            |
| 03           | NaNa                   | アイナ・ジ・エンド | アイナ・ジ・エンド | 3:23  |            |
| 04           | 粧し込んだ日にかぎって | アイナ・ジ・エンド | アイナ・ジ・エンド | 3:46  |            |
| 05           | ハロウ                 | アイナ・ジ・エンド | アイナ・ジ・エンド | 2:52  |            |
| 06           | きえないで             | アイナ・ジ・エンド | アイナ・ジ・エンド | 4:47  | デビュー曲 |
| 07           | 日々                   | アイナ・ジ・エンド | アイナ・ジ・エンド | 4:17  |            |
| 08           | STEP by STEP           | アイナ・ジ・エンド | アイナ・ジ・エンド | 4:01  |            |
| 09           | 静的情夜               | アイナ・ジ・エンド | アイナ・ジ・エンド | 2:34  |            |
| 10           | 死にたい夜にかぎって   | アイナ・ジ・エンド | アイナ・ジ・エンド | 4:36  | ドラマED曲 |
| 11           | サボテンガール         | アイナ・ジ・エンド | アイナ・ジ・エンド | 3:59  |            |
| 12           | スイカ                 | アイナ・ジ・エンド | アイナ・ジ・エンド | 4:18  |            |
| 合計収録時間 | 合計収録時間           | 合計収録時間       | 合計収録時間       | 46:27 |            |

### CD2：「AiNA WORKS」 (Music盤・ 初回生産限定盤)
2017年以降の、フィーチャリング参加・トリビュート企画の作品集。
| #  | 曲名                         | 収録作品                                           |
| -- | ---------------------------- | -------------------------------------------------- |
| 01 | 20-CRY-                      | 加藤ミリヤトリビュートアルバム”INSPIRE”            |
| 02 | 不便な可愛げ                 | ジェニーハイストーリー                             |
| 03 | 光の涯                       | 機動戦士ガンダム 40th Anniversary Album ~BEYOND~   |
| 04 | SING-A-LONG                  | Junkfood Junction                                  |
| 05 | 2 FACE                       | S・S・S                                            |
| 06 | Bacteria                     | hide TRIBUTE IMPULSE                               |
| 07 | 偽りのシンパシー             | Attune / Detune                                    |
| 08 | パート・オブ・ユア・ワールド | Thank You Disney                                   |
| 09 | Break The Doors              | TVアニメ「18if」主題歌集                           |
| 10 | TO THE END                   | PLANET 2 EP vol.4 feat. アイナ・ジ・エンド（BiSH） |

### Blu-ray：「Solo&Collaboration Live Collection」 (初回生産限定盤)
- "Solo&Collaboration Live Collection"a-nation 2020

1. スパーク
2. 死にたい夜にかぎって
3. きえないで

- HINA-MATSURI 2020

1. SMACK baby SMACK
2. きえないで

- GREEN ROOM FESTIVAL'18

1. 偽りのシンパシー
2. 光

- Music Video

1. 金木犀
2. 虹
3. 死にたい夜にかぎって
4. きえないで

- スペシャル・コンテンツ"アイナのすべて"

## 演奏
- アイナ・ジ・エンド：Lyrics, Music, Vocals
- 亀田誠治
  - Arrangement, Bass (#1-9.11.12)
  - Guitar (#1.9)
- 皆川真人：Piano (#1.4.6.7.11.12)
- 今野均ストリングス：Strings (#1.4.12)
- 今野均、徳永友美、漆原直美、岡部磨知：Violin (#1.4.12)
- 菊地幹代：Viola (#4.12)
- 江口心一：Cello (#4.12)
- 豊田泰孝：Programming (#1-9.11.12)
- 西川進：Guitar (#2.3.5.6.7.8.11.12)
- 村石雅行：Drums (#2.3)
- 石成正人：Guitar (#4)
- 河村“カースケ”智康：Drums (#7.8)
- 関口シンゴ：Arrangement, Drums (#10)
- 御木惇史：Drums (#10)

### 店舗別特典「Early Demo」
※亀田誠治アレンジ前、アイナ制作による仮歌版
- 金木犀【Early Demo】（タワーレコード購入特典）
- スイカ【Early Demo】（HMV購入特典）
- ハロウ【Early Demo】（TSUTAYA RECORDS購入特典）